# Đuro Salaj
Đuro Salaj (Valpovo, 10. travnja, 1889. – Lovran, 20. svibnja 1958.) je bio revolucionar i hrvatski komunistički političar.

## Životopis
Rođen je 1889. godine u Valpovu. U potrazi za poslom, 1907. godine je otišao u Austriju, gdje je postao član Socijaldemokratske partije. Godine 1909. vratio se u zemlju i živio u Sarajevu. Bio je jedan od osnivača Socijalističke radničke partije Jugoslavije (komunista) 1919. godine. Poslije neuspješnog atenata na kralja Aleksandra 1921., Đuro Salaj je 1922. godine osuđen na dvije godine zatvora. 
Godine 1930. otišao je u Sovjetski Savez, gdje je radio kao predstavnik KPJ u Kominterni. Od 1942. do 1944. godine radio je kao spiker i urednik emisija radio-postaje „Slobodna Jugoslavija”. Krajem 1944. vratio se u Jugoslaviju i bio član AVNOJ-a.
Od 1945. do 1958. bio je predsjednik Centralnog odbora Jedinstvenih radničkih sindikata Jugoslavije, nakon čega je izabran u Savezno izvršno vijeće.
Član CK KPJ bio je od 1926., a član Politbiroa CK KPJ od 1948. godine. Bio je i član CK KPH.
Umro je 20. svibnja 1958. godine u Lovranu. Pokopan je u Grobnici narodnih heroja na groblju Mirogoj.

## Nagrade i priznanja
Bio je odlikovan Ordenom junaka socijalističkog rada i ostalim jugoslavenskim odlikovanjima.